# Migrationsverket (Sverige)
Migrationsverket är en svensk statlig förvaltningsmyndighet, som sorterar under Justitiedepartementet. Verket är Sveriges centrala utlänningsmyndighet och ansvarar för verksamhetsområdena asyl, besök och bosättning samt medborgarskap. Myndigheten hette fram till 1 juli 2000 Statens invandrarverk.
Myndigheten är från 1 oktober 2022 beredskapsmyndighet men ingår inte i någon av de tio beredskapssektorerna.

## Historik
Statens invandrarverk bildades den 1 juli 1969, då tre verksamheter slogs samman till en, tillståndsfrågorna från dåvarande Utlänningskommissionen, medborgarskapsfrågorna från Justitiedepartementet och vad som då kallades anpassningsfrågor från Arbetsgruppen för invandrarfrågor på Inrikesdepartementet.
Anledningen till att de tre verksamheterna samlades under en enda myndighet var att det då ansågs viktigt att hålla samman invandringspolitiken - de regler som anger vilka utlänningar som får besöka eller bosätta sig i Sverige – och invandrarpolitiken. Med invandrarpolitik menades det som gjordes för att de som fått uppehållstillstånd i Sverige skulle komma in i samhällsgemenskapen, till exempel tolkhjälp, svenskundervisning, stöd till invandrarorganisationer med mera.

## Organisation

### Ansvarsområden
- visum (tillstånd) för kort besök
- tillstånd för bosättning i Sverige
- asylprocessen, från ansökan till uppehållstillstånd eller återvändande (inklusive förvar)
- medborgarskap[källa behövs]
- uttagning av kvotflyktingar till Sverige[källa behövs]
- stöd för frivillig återvandring[källa behövs]
- internationellt arbete inom EU, Europeiska migrationsnätverket, UNHCR och andra samverkansorgan[källa behövs]
- att skriva avtal med Sveriges kommuner om introduktionsplatser för de invandrare som fått uppehållstillstånd, vilket tidigare var en del av Integrationsverkets arbetsuppgifter[källa behövs]
- att alla berörda myndigheter samverkar på bästa sätt[källa behövs]
- avvisning och utvisning som beslutats av Migrationsverket verkställs av Nationella transportenheten (NTE), en enhet inom Kriminalvården[5]

### Berörda parter
- de svenska ambassaderna och konsulaten i utlandet, som tar emot ansökningar om besöksvisum, arbets- och uppehållstillstånd
- polisen, som ansvarar för gränskontrollen och som också ser till att de som vägrar avvisas eller utvisas lämnar landet
- Migrationsdomstolen och migrationsöverdomstolen i Stockholm, som prövar Migrationsverkets beslut om en sökande överklagar
- länsstyrelserna har tagit över delar av Integrationsverkets tidigare uppgifter, nämligen att förhandla med kommunerna om introduktionsplatser
- frivilligorganisationer och biståndsorgan, som bland annat kan stödja flyktingar som fått uppehållstillstånd i Sverige men som ändå vill försöka återvända till hemlandet[källa behövs]

### Verkets budget
Verkets budget avses täcka kostnader för bland annat asyl- och tillståndsprövning, asylsökandes mottagande samt prövning av svenskt medborgarskap.
För budgetåret 2009 hade Migrationsverket ett anslag på 2,12 miljarder kronor.
För åren 2014–2018 har Migrationsverket begärt 48 miljarder kronor i ökade anslag.

#### Verkets utgifter
Anslagsförbrukning för Utgiftsområde 8 Migration och 13 Integration och jämställdhet som disponeras av Migrationsverket, i miljoner SEK.
Ovanstående graf i siffror:
| År                                            | 2016   | 2015   | 2014   | 2013   | 2012   | 2011   | 2010   | 2009       | 2008   | 2007  |
| --------------------------------------------- | ------ | ------ | ------ | ------ | ------ | ------ | ------ | ---------- | ------ | ----- |
| Utgiftsområde 8 Migration                     | 40 304 | 17 880 | 11 703 | 8 981  | 7 362  | 6 780  | 6 325  | 5 746      | 5 483  | 4 764 |
| Utgiftsområde 13 Integration och jämställdhet | 11 945 | 8 907  | 6 908  | 5 499  | 3 848  | 4 140  | 4 515  | 4 616      | 4 652  | 1 967 |
| Totalt                                        | 52 249 | 26 787 | 18 611 | 14 480 | 11 210 | 10 920 | 10 840 | 10 434 (1) | 10 135 | 6 732 |

1. Enligt källa inklusive Utgiftsområde 26, statsskuldsräntor m.m.

### Antal anställda
Antal anställda på Migrationsverket 2014-2021 (källa Ekonomistyrningsverket)
| Information | Diagrammet är tillfälligt inaktiverat. Grafer inaktiverades den 18 april 2023 på grund av programvaruproblem. Arbete pågår för att ta fram ett nytt verktyg. |

Det stora antalet asylsökande år 2015 gjorde det nödvändigt att anställa flera tusen personer på kort tid. Sedan 2017 har antalet anställda i stället skurits ned, med hänvisning till att antalet asylsökande minskat och uppdraget förändrats. Nedskärningarna har kritiserats av fackliga företrädare på Migrationsverket både för att antalet anställda därmed blivit för litet och för att verket genom nedskärningen förlorat viktig kompetens. Våren 2022 nyrekryteras 550 personer för att klara av den nya situationen till följd av kriget i Ukraina. Migrationsverkets HR-direktör Lena Sköld Hultberg anser att de senaste årens nedskärningar varit nödvändiga men medger att myndigheten behöver bli bättre på att hantera akuta situationer.

### Migrationsverkets etiska råd
Rådet är ett etiskt råd som är utsett av regeringen och vars utformning och verksamhet bestäms av instruktionen SFS 2004:294 10 a.
Det etiska rådet ska på myndighetens begäran avge yttranden i frågor som rör utformningen av myndighetens verksamhet och som kan kräva etiska överväganden. Rådet ska bestå av högst sju ledamöter. Regeringen utser ordförande och övriga ledamöter i rådet för en bestämd tid. Rådets funktion är rådgivande och generaldirektören ska kunna inhämta yttranden från rådet när det gäller etiska frågor.
Migrationsverket tillsatte redan våren 2001 ett etiskt råd efter kritiserade uppmärksammade fall där asylsökande lurats till möten med handläggare där polisen väntade för att hämta och avvisa de asylsökande. Rådet fick en trög start då det var svårt att rekrytera ledamöter till det, och drabbades bland annat av ett uppmärksammat avhopp när ledamoten och journalisten Ernst Klein lämnade rådet den 2 juni 2004 i besvikelse över rådets begränsade möjligheter att påverka. Efter en uppmärksammad händelse i slutet av 2005, där en avvisning firades med champagne i Migrationsverkets lokaler i Solna beslöt regeringen den 15 december 2005 att låta Migrationsverkets etiska råd få en mer fristående ställning med ledamöter tillsatta av regeringen. Detta reformerade råd började sitt arbete den 1 februari 2006.

### Facklig organisation
Fackförbundet ST är största fackliga organisation på myndigheten. Avdelningsordförande är Sanna Norblad.

## Migrationsverkets författningssamling
Migrationsverkets förteckning över gällande föreskrifter utfärdade av Migrationsverket och tidigare Statens invandrarverk.

## Generaldirektörer

### Generaldirektörer på Invandrarverket från 1969 till 2000
| Namn               | Period    |
| ------------------ | --------- |
| Kjell Öberg        | 1969–1980 |
| Thord Palmlund     | 1980–1988 |
| Christina Rogestam | 1988–1993 |
| Berit Rollén       | 1993–1994 |
| Björn Weibo        | 1995–1996 |
| Lena Häll Eriksson | 1996–2000 |

### Generaldirektörer på Migrationsverket från 2000
| Namn                    | Period                    |
| ----------------------- | ------------------------- |
| Lena Häll Eriksson      | 2000–2003                 |
| Barbro Holmberg         | 2003                      |
| Janna Valik             | 2004–2007                 |
| Dan Eliasson            | 2007–2011                 |
| Christina Werner        | 2011–2012 (tillförordnad) |
| Anders Danielsson       | 2012–2016                 |
| Mikael Ribbenvik        | 2016–2017 (tillförordnad) |
| Mikael Ribbenvik        | 2017–31 maj 2023          |
| Inga Thoresson Hallgren | 2023 (tillförordnad)      |
| Maria Mindhammar        | 18 september 2023–        |

## Årsredovisningar, rätts- och landinformation
Migrationsverket publicerar årliga redovisningar av sin verksamhet.  Redovisningarna för åren till och med 2019 innehåller detaljerad information uppdelad på de ansökande personernas medborgarskap. Från och med årsredovisningen för 2020 redovisas inte detta. I stället utgår man mera strikt från myndighetens instruktioner och de mål och krav som angetts i regeringens regleringsbrev. Statistik om inkomna och avgjorda ärenden publiceras löpande på Migrationsverkets hemsida.
Rättsliga ställningstaganden är Migrationsverkets generella rekommendationer om tillämpningen av lagar och förordningar inom Migrationsverket. Rättsliga ställningstaganden för ett specifikt land publiceras när Migrationsverket har följt utvecklingen i ett land under en tid och bedömer att ett nytt juridiskt styrdokument behövs. 
Migrationsverkets databas Lifos innehåller rätts- och landinformation. 

## Kritik och granskning

### 2003
Sommaren 2003 uppdagades en korruptionsskandal där två handläggare i Norrköping avslöjades med att sälja svenska medborgarskap. I september 2004 påbörjades en utredning för att se huruvida dessa på falska grunder beviljade medborgarskap kan dras tillbaka.[uppföljning saknas]

### 2004
Migrationsverket blev under sommaren 2004 bland annat i massmedia häftigt kritiserad för bristande effektivitet. Ett antal utredningar startades, bland annat för att se över anledningen till ett antal fall av apatiska barn, för att se vad som kunde göras för att korta handläggningstiderna mm.[källa behövs][uppföljning saknas]
I bland annat Dagens Nyheter berättades hur en enhetschef vid Migrationsverket i södra Sverige, den 4 mars 2004, kallade sin personal till tårtkalas efter att ensamstående mamma och hennes tre sjuka barn avvisats från Sverige. I inbjudnings-mejlet till kalaset stod "I går verkställde (tre handläggares namn) vår besvärliga kvinna i Östra Göinge kommun. Vi firar med tårta och önskar samtidigt henne och hennes barn allt gott i hemlandet!". Generaldirektör Janna Valik kommenterade händelsen "Dessa formuleringar är inte förenliga med de värderingar som vi ska ha i vårt arbete. Det är tufft jobb som vi har, men det innebär inte att vi kan uppföra oss eller formulera oss på ett felaktigt sätt". Enhetschefen avsattes från sin tjänst sedan mejlet kommit till ledningens kännedom.

### 2005
För en ansökan om svenskt medborgarskap fick man 2005 vänta i två år efter att ha skickat in ansökningsblankett och avgift (1 500 kr). För en ansökan om uppehållstillstånd på grund av familjeanknytning, till exempel då man vill flytta ihop med sin i Sverige bosatta fru eller man, fick man vänta upp till 14 månader, där den största flaskhalsen var den obligatoriska intervjun som Migrationsverket gör med den i Sverige bosatta parten. Under väntetiden får den utländska parten dessutom inte besöka Sverige utan måste ut utanför Schengenområdet.[källa behövs]
Per Lilja, Migrationsverket, har på regeringens uppdrag genomfört utredningen Effektivare handläggning av anknytningsärenden (SOU 2005:14), avslutad 11 mars 2005. Han föreslår diverse ändringar, bland annat möjlighet att avstå från att genomföra intervjuer.[källa behövs]
I bland annat Svenska Dagbladet berättades den 20 december 2005 hur en tjänsteman vid Migrationsverkets lokaler i Solna något tidigare inbjudit till "fira(nde) ... champagne efter det att en viss familj lämnat Sverige". Händelsen bidrog till att regeringen den 15 december 2005 beslöt att låta Migrationsverkets etiska råd få en mer fristående ställning med ledamöter som tillsätts av regeringen.
2008 hade handläggningstiden för medborgarskapsärenden minskat till två månader och för uppehållstillstånd på grund av familjeåterförening till 5,5 månader.[källa behövs]

### 2007
Under sommaren 2007 fick Migrationsverket kritik från bland andra politiker, intresseorganisationer och folkrättsjurister efter det vägledande beslutet att ”det inte rådde väpnad konflikt i Irak”. Migrationsverket grundade sitt beslut på tre domar av migrationsdomstolen, varav en gällde utvisning av en enskild brottsdömd irakier till Bagdad-området. Migrationsverket relaterade innebörden av begreppet väpnad konflikt till situationen i Irak som grund för sitt beslut, men kritiserades eftersom frågan om var gränsen till väpnad konflikt går är diskutabel. Beslutet gjorde det svårare att få asyl i Sverige för irakier som önskade bosätta sig i Sverige. Under år 2007 som helhet fick 97 procent av de asylsökande irakierna tillstånd att stanna i Sverige. Migrationsöverdomstolen har dock genom flera avgöranden gett Migrationsverket rätt - i juridisk mening råder inte väpnad konflikt i Irak (se MIG 2007:9, ett beslut som upprätthållits i bland annat MIG 2007:30). Kritikerna hade således, i juridisk mening, fel.[källa behövs]

### 2011
2009 inledde Migrationsverket tillsammans med FN:s flyktingorgan UNHCR en granskning och analys av den rättsliga kvaliteten i verkets asylprövning. Granskningen ledde till en rapport  hösten 2011 som fastställde att Sveriges asylsystem är rättssäkert och ett av världens bästa system, även om det enligt UNHCR fanns förbättringsmöjligheter. Ur rapporten: ”Det är odisputabelt att, ur ett europeiskt och ett globalt perspektiv, så har Sverige hög standard på sin asylprövning. Det bekräftades av FN:s flyktingkommissarie, António Guterres, som vid sitt besök i Sverige juni 2011 sade att Sverige har ett av de bästa och mest stabila asylsystemen i världen. Sverige har i många år varit ett föregångsland då det gäller tolkningen av flyktingrätt och har en erkänt rättssäker prövning med relativt sett hög bifallsfrekvens.”[källa behövs]

### 2015-2018
De medicinska åldersbedömningar som sedan 2017 används för ensamkommande barn har blivit starkt kritiserade, liksom Migrationsverkets praxis i tolkningen av dessa bedömning i förhållande till andra uppgifter. Bland andra har Europarådets kommissionär för mänskliga rättigheter riktat kritik mot de medicinska åldersbedömningarna av asylsökande i Sverige.
År 2017 gjorde Migrationsverket en egen utredning om kvaliteten på asylutredningarna och kom fram till att de ofta är otillräckliga. Rättschefen Fredrik Beijer förklarade detta med att personalen hade otillräcklig utbildning och arbetade under stress. I början av 2018 presenterade ett antal anställda vid Migrationsverket en rapport med allvarlig kritik mot verkets praxis och brist på rättssäkerhet. Asylprövningen beskrivs som ”varken rättssäker, enhetlig, förutsägbar eller hållbar". Ingen av författarna angav sitt namn, och rapporten fick inte stor uppmärksamhet.
Tidskriften Ordfront visar i ett temanummer 2018 att Migrationsverkets olika kontor har stora skillnader i förhållandet avslag/bifall. Under perioden augusti 2016 – juli 2017 fick 61 procent av alla ansökningar bifall (innefattar alla åldrar och länder) men för de olika kontoren varierade siffran mellan 40 procent och 76 procent. Migrationsverket har inte kunnat förklara dessa siffror.
Migrationsverket har anklagats av kristna kyrkor och människorättsjurister för rättsosäker bedömning av kristna konvertiter. Många asylsökande från muslimskt dominerade länder där konvertiter avrättas, exempelvis Afghanistan och Iran, uppger som asylskäl att de har konverterat från islam till kristendom, men enligt en studie gjord på uppdrag av flera frikyrkor blev 68 procent av afghanska konvertiter som sökte asyl 2015–2018 inte trodda av Migrationsverket. Deras tro ansågs enligt studien inte som genuin, baserat på teoretiska kunskapstest snarare än trosfrågor av ett slag som tolkats som tecken på bristande kunskaper om religion hos Migrationsverket. Bedömningen varierar mellan 40 och 80 procent mellan Migrationsverkets olika regioner, och personernas engagemang i kristna kyrkor i Sverige vägde lätt, enligt studien. Migrationsverket tillbakavisade att myndighetens bedömningar i konvertitärenden skulle vara rättsosäkra: "Det här är svåra och komplexa ärenden. Vi gör alltid en individuell bedömning och då är det viktigt att vi tar hänsyn till individens omständigheter och förutsättningar. Asylsökande har också alltid rätt till ett offentligt biträde och kan överklaga sitt beslut till domstolarna."

### 2021–2022
I januari 2021 kritiserade Justitieombudsmannen Migrationsverket för att handläggningstiderna var alltför långa. JO menade att även om det finns effekter från den stora mängden nya ansökningar år 2015 kan detta inte ursäkta de långa handläggningstider. Kritik för långsam handläggning riktas mot Migrationsverket i samtliga av de nio ärenden som granskats. Kritiken gäller asyl- och anknytningsärenden och ansökningar om medborgarskap. Fyra  offentliggjorda ärenden hade en handläggningstid på mellan ett och tre år, men enligt utlänningsförordningen ska tidsfristen ligga på nio månader. Migrationsverkets generaldirektör Mikael Ribbenvik svarade att slutsatserna bygger på falska premisser. Ribbenvik menade bland annat att även om antalet asylsökande har minskat de senaste åren, så har antalet ärenden inte minskat eftersom de tillfälliga uppehållstillstånden måste förnyas regelbundet. Han pekar också på att Migrationsverkets personalstyrka har minskats till 5 000 personer från tidigare[när?] nästan 9 000 personer.
Enligt Riksrevisionens granskning år 2021 har Migrationsverkets och utlandsmyndigheters handläggning av anhöriginvandring allvarliga brister när det gäller att säkerställa identiteten på den som söker uppehållstillstånd och att ingen instans kontrollerar äktheten i den sökandes handlingar.
Från 2017 till våren 2020 genomförde Migrationsverket en av svensk statsförvaltnings största och snabbaste neddragningar på flera decennier. Personalstyrkan minskade från 8400 till 5500 personer och årskostnaderna för lokaler och drift minskade med cirka 80 %. I september 2021 presenterade Riksrevisionen en granskning av dessa neddragningar och konstaterade att de inte till fullo hade styrts och genomförts på ett ändamålsenligt sätt. Kritiken sammanfattas under följande rubriker:
- "Migrationsverket har inte nått uppsatta mål under omställningen". De genomsnittliga handläggningstiderna för asyl-, anknytnings- och medborgarskapsärenden har under hela den granskade tiden varit längre än vad som regleras av författningen.
- "Personalneddragningarna har inte genomförts ändamålsenligt". Verket har inte lyckats behålla nödvändig kompetens.
- "Avvecklingen av lokaler har i huvudsak fungerat men avvecklingen av tillgångar har delvis brustit".

Riksrevisor Helena Lindberg konstaterar att både regeringen och myndighetens ledning har varit alltför optimistiska i bedömningen av vilka effektiviseringsvinster som var möjliga.
I december 2022 presenterade JO en ny granskning av Migrationsverkets handläggningstider vad gäller ärendeslagen medborgarskap, anknytning och asyl.  JO konstaterar att handläggningstiderna i ett stort antal ärenden fortfarande är oacceptabelt långa I några av de ärenden som granskats hade handläggningstiden överstigit tre och ett halvt år. Den största delen av tiden bestod av väntan på att hanteringen alls skulle påbörjas. Bristerna bedöms delvis bero på otillräcklig tilldelning av resurser.

### 2023–2024
I december 2023 fick Statskontoret regeringens uppdrag att göra en översyn av asylprocessen, i syfte att stärka kvalitet, enhetlighet och rättssäkerhet i Migrationsverkets bedömningar av asylärenden. Översynen skulle omfatta ärenden som avser konvertiter och hbtqi-personer, men även andra asylärenden. Statskontorets rapport publicerades i oktober 2024. Statskontorets samlade analys visar flera tydliga tecken på att Migrationsverket har svårt att upprätthålla enhetligheten och rättssäkerheten i asylprövningen. Det finns stora och svårförklarliga  skillnader mellan regioner när det gäller bifall och avslag samt utfall i migrationsdomstol. Migrationsverkets interna styrning, kontroll och uppföljning är svag, och myndigheten följer inte upp den rättsliga kvaliteten inom asylprövningen på ett systematiskt sätt. Generaldirektören saknar tillräckligt underlag för att ta sitt ansvar för den rättsliga kvaliteten. Såväl externa organisationers som Migrationsverkets egna rapporter visar att det finns brister i den rättsliga kvaliteten i Migrationsverkets bedömningar av asylärenden, särskilt i så kallade hbtqi- och konvertitärenden.
Statskontorets rapport presenterades och diskuterades vid ett riksdagsseminarium, arrangerat av Miljöpartiet tillsammans med de ideella organisationerna FARR, RFSL och CRD. Rapporten kommenterades  av tre jurister specialiserade på asylrätt. De pekade på att enhetlighet inte är tillräckligt för att säkra rättssäkra processer och gav utförliga exempel på uppenbar rättsosäkerhet. Detta kompletterades med exempel och litteratur insamlade av de deltagande organisationerna. Representanterna från Migrationsverkets rättsavdelning välkomnade rapporten. De bekräftade att nuvarande modell för uppföljning av asylärenden inte ger ledningen tillräckligt underlag för att säkerställa hög rättslig kvalitet, och berättade att en ny uppföljningsmodell har tagits fram. Representanterna för Institutet för mänskliga rättigheter och UNHCR påpekade bland annat vikten av att Migrationsverket får tillräckliga resurser för att fullgöra sitt uppdrag på ett rättssäkert sätt.
I december 2024 presenterade JO en ny granskning av Migrationsverkets handläggningstider av vissa typer av ärenden. För ansökningar gällande medborgarskap och uppehållstillstånd på grund av anknytning konstaterar JO att handläggningstiderna är så höga att läget är helt oacceptabelt. Ärenden om högre studier och högkvalificerad arbetskraft har uppenbart prioriterats av Migrationsverket och handläggningstiderna för sådana ärenden ger inte anledning till något uttalande från JO. Däremot tar övriga arbetsmarknadsärenden alltför lång tid. I fem enskilda ärenden som anmälts till JO kritiseras Migrationsverket för långsam och passiv handläggning. 

## Migrationsverkets uppgifter i krig
Migrationsverket ansvarar för migrationsfrågor i Sverige, inklusive uppehållstillstånd, arbetstillstånd, viseringar, medborgarskap och återvandring. Under krig eller höjd beredskap kan Migrationsverkets uppgifter anpassas för att möta förändrade behov. Detta kan innebära att hantera en ökad mängd asylansökningar från personer som söker skydd undan konflikter, samt att erbjuda boende och ekonomiskt stöd till asylsökande under tiden deras ärenden behandlas. 
Migrationsverket samarbetar även med Säkerhetspolisen för att förebygga terrorism och identifiera personer misstänkta för folkrättsbrott, såsom krigsförbrytelser. Myndigheten är skyldig att anmäla misstankar om folkmord, brott mot mänskligheten och krigsförbrytelser till polisen. För att säkerställa att Migrationsverket kan bistå med nödvändiga resurser under kris och krig, är det viktigt att sådana uppdrag definieras och planeras i fredstid. Detta inkluderar frågor om logi, bostadslogistik och beredskapslager. 
Sammanfattningsvis innebär Migrationsverkets uppgifter under krig att:
- Hantera ökade asylansökningar och erbjuda stöd till asylsökande.
- Samarbeta med säkerhetsmyndigheter för att identifiera hot mot rikets säkerhet.
- Planera och förbereda resurser för att upprätthålla verksamheten under kris och krig.

Dessa åtgärder syftar till att säkerställa en fungerande migrationshantering även under extraordinära förhållanden.

### Fotnoter
1. ↑  1 § förordningen (2007:996) med instruktion för Migrationsverket.
2. ↑  ”Statens invandrarverk”. NE.se. http://www.ne.se/statens-invandrarverk. Läst 23 augusti 2013.
3. ↑  1 § förordningen (2019:502) med instruktion för Migrationsverket och 18, 23 §§ bilaga 1-2 förordningen (2022:524) om statliga myndigheters beredskap
4. ↑  ”Historik”. Migrationsverket. Arkiverad från originalet den 9 december 2020. https://web.archive.org/web/20201209110738/https://www.migrationsverket.se/Om-Migrationsverket/Migration-till-Sverige/Historik.html. Läst 26 augusti 2020.
5. ↑  ”Kriminalvårdens transportenhet”. http://www.kriminalvarden.se/. Arkiverad från originalet den 8 maj 2017. https://web.archive.org/web/20170508002719/http://www.kriminalvarden.se/om-kriminalvarden/kriminalvardens-organisation-ekonomi-och-miljoarbete/kriminalvardens-transporttjanst. Läst 22 maj 2017.
6. ↑  ”Budgetunderlag 2010-2012”. sid. 24. Arkiverad från originalet den 23 september 2012. https://web.archive.org/web/20120923180527/http://www.migrationsverket.se/download/18.56e4f4801246221d25680001009/bu10_12.pdf. Läst 23 april 2010.
7. ↑  ”Planerar ny skatt för att klara flyktingfrågan”. http://www.expressen.se/nyheter/val2014/planerar-ny-skatt-for-att-klara-flyktingfragan/. Läst 20 augusti 2014.
8. ↑  ”Redovisning av verksamheten - Migrationsverket (samling av länkar till årsredovisningar)”. www.migrationsverket.se. Arkiverad från originalet den 22 april 2017. https://web.archive.org/web/20170422033715/https://www.migrationsverket.se/Om-Migrationsverket/Styrning-och-uppfoljning/Redovisning-av-verksamheten.html. Läst 21 april 2017.
9. 1 2 3   Årsredovisning 2016 Migrationsverket. 2016. sid. 21. Arkiverad från originalet den 4 maj 2017. https://web.archive.org/web/20170504185656/https://www.migrationsverket.se/download/18.4100dc0b159d67dc6142a4e/1487775100129/%C3%85rsredovisning+2016.pdf Arkiverad 4 maj 2017 hämtat från the Wayback Machine.
10. ↑   Årsredovisning 2013 - Diarienummer: 1.3.2-2014-7786. Migrationsverket. sid. 133, 134. Arkiverad från originalet den 22 april 2017. https://web.archive.org/web/20170422033536/https://www.migrationsverket.se/download/18.7c00d8e6143101d166d29f5/1485556213873/%C3%85rsredovisning+2013.pdf Arkiverad 22 april 2017 hämtat från the Wayback Machine.
11. ↑   Årsredovisning 2012. Migrationsverket. sid. 111,112. Arkiverad från originalet den 20 februari 2017. https://web.archive.org/web/20170220130633/https://www.migrationsverket.se/download/18.5e83388f141c129ba6312e1c/1485556225850/%C3%85rsredovisning+2012.pdf Arkiverad 20 februari 2017 hämtat från the Wayback Machine.
12. ↑   Migrationsverket årsredovisning 2011. sid. 86, 87
13. ↑   Migrationsverket årsredovisning 2010. sid. 82, 83. Arkiverad från originalet den 22 april 2017. https://web.archive.org/web/20170422033707/https://www.migrationsverket.se/download/18.5e83388f141c129ba63135f3/1485556231601/%C3%85rsredovisning_2010.pdf Arkiverad 22 april 2017 hämtat från the Wayback Machine.
14. ↑   Migrationsverket årsredovisning 2009 (sid 93,94). Arkiverad från originalet den 22 april 2017. https://web.archive.org/web/20170422033839/https://www.migrationsverket.se/download/18.5e83388f141c129ba63128a5/1485556220645/arr2009.pdf Arkiverad 22 april 2017 hämtat från the Wayback Machine.
15. ↑   Migrationsverket årsredovisning 2008 (sid 86,87). Arkiverad från originalet den 22 april 2017. https://web.archive.org/web/20170422033404/https://www.migrationsverket.se/download/18.5e83388f141c129ba63127c2/1485556221358/arr_2008.pdf Arkiverad 22 april 2017 hämtat från the Wayback Machine.
16. ↑   Migrationsverket årsredovisning 2007 (sid 78, 79). Arkiverad från originalet den 22 april 2017. https://web.archive.org/web/20170422033411/https://www.migrationsverket.se/download/18.5e83388f141c129ba63127bf/1485556221289/arr_2007.pdf Arkiverad 22 april 2017 hämtat från the Wayback Machine.
17. 1 2  ”Migrationsverket: Första hjälpen”. Publikt (Fackförbundet ST) (3/2022):  sid. 18-27. 28 april 2022.
18. ↑  ”Förordning (2004:294) med instruktion för Migrationsverket”. Lagen.nu. Arkiverad från originalet den 15 april 2018. https://web.archive.org/web/20180415124758/https://lagen.nu/sfs/downloaded/sfst/2004/294-2006-1231.html. Läst 14 april 2018.
19. ↑  ”Migrationsverket - Etiska rådet”. Migrationsverket. 6 februari 2018. https://www.migrationsverket.se/Om-Migrationsverket/Var-organisation/Etiska-radet.html. Läst 14 april 2018.
20. ↑  Anders Kilander (16 november 2002). ”Migrationsetiskt råd står stilla”. Sveriges Radio. https://sverigesradio.se/sida/artikel.aspx?programid=83&artikel=147792. Läst 14 april 2018.
21. ↑  Peter Lenken (20 december 2005). ”Hur smakar champagnen?”. Göteborgs-Posten. http://www.gp.se/nyheter/sverige/hur-smakar-champagnen-1.1219266. Läst 14 april 2018.
22. ↑  ”Migrationsverkets etiska råd meningslöst”. Sveriges Radio P4 Östergötland. 3 juni 2004. http://sverigesradio.se/sida/artikel.aspx?programid=160&artikel=423924. Läst 14 april 2018.
23. 1 2  Sofia Nilsson (20 december 2005). ”Migrationsverket firade avvisning”. Svenska Dagbladet. https://www.svd.se/migrationsverket-firade-avvisning. Läst 14 april 2018.
24. ↑  Ulrik Lindgren, Barbro Holmberg (11 januari 2006). ”Firande på Migrationsverket - Skriftlig fråga 2005/06:703”. Riksdagen. https://www.riksdagen.se/sv/dokument-lagar/dokument/skriftlig-fraga/firande-pa-migrationsverket-_GT11703. Läst 14 april 2018.
25. ↑  ”Styrelsen | ST”. st.org. https://st.org/st-inom-migrationsverket/styrelsen. Läst 3 november 2023.
26. ↑  ”Ribbenvik ny chef för Migrationsverket”. hd.se. https://www.hd.se/2017-05-19/ribbenvik-ny-chef-for-migrationsverket. Läst 19 maj 2017.
27. ↑  ”Maria Mindhammar ny generaldirektör för Migrationsverket”. Sveriges regering. 30 augusti 2023. https://www.regeringen.se/pressmeddelanden/2023/08/maria-mindhammar-ny-generaldirektor-for-migrationsverket/. Läst 30 augusti 2023.
28. ↑  Migrationsverkets årsredovisning 2020 sid 11
29. ↑  ”Statistik”. Migrationsverket. https://www.migrationsverket.se/Om-Migrationsverket/Statistik.html. Läst 2 januari 2025.
30. ↑  ”Avvisning firades med tårta”. SVT Nyheter. 22 december 2005. https://www.svt.se/nyheter/inrikes/avvisning-firades-med-tarta-1. Läst 14 april 2024.
31. ↑  Sveriges Radio: Irakier söker inte asyl utan lever illegalt, publicerad 31 maj 2008.
32. ↑  ”Documents & Reports”. www.unhcr-northerneurope.org. Arkiverad från originalet den 7 mars 2016. https://web.archive.org/web/20160307175658/http://www.unhcr-northerneurope.org/where-we-work/sweden/sweden/legal-documents. Läst 8 oktober 2015.
33. ↑  ”Europarådet kritiskt mot medicinska åldersbedömningar”. Läkartidningen. 16 februari 2018. https://lakartidningen.se/Aktuellt/Nyheter/2018/02/Aven-Europaradet-kritiskt-mot-medicinska-aldersbedomningar/. Läst 2019 06 26.
34. ↑  ”Report by Nils Muiznieks, Commissioner for Human Rights of the Council of Europe following his visit to Sweden from 2 to 6 October 2017” (pdf). sid. 12. https://rm.coe.int/commdh-2018-4-report-on-the-visit-to-sweden-from-2-to-6-october-2017-b/16807893f8. Läst 2019 06 26.
35. ↑  ”Migrationsverket medger: Tusentals asylbeslut bygger på dåligt underlag”. Sydsvenskan. 4 mars 2018. https://www.sydsvenskan.se/2018-03-04/migrationsverket-medger-tusentals-asylbeslut-bygger-pa-daligt-underlag?fbclid=IwAR0K1g6oRBNYlbFPnACmUtQhJM5PAVaPpQYccU_zSl0LOov8B7kuAOXI-zE. Läst 23 juni 2019.
36. ↑  ”Migrationsverkets personal larmar: Allvarliga brister på myndigheten”. Dagens Nyheter. 19 januari 2018. https://www.dn.se/nyheter/sverige/migrationsverkets-personal-larmar-allvarliga-brister-pa-myndigheten/. Läst 23 juni 2019.
37. ↑  Gisslén, Hanna. ”Bedömer asylkontoren olika?”. Ordfront magasin 2 / 2018:  sid. 15-17.
38. ↑  ”Unik kartläggning: Migrationsverkets prövning av konvertiter är godtycklig och rättsosäker | Människorättsjuristerna”. 31 maj 2018. Arkiverad från originalet den 9 juni 2019. https://web.archive.org/web/20190609134331/https://manniskorattsjuristerna.se/unik-kartlaggning-migrationsverkets-provning-av-konvertiter-ar-godtycklig-och-rattsosaker/. Läst 9 juni 2019.
39. ↑  ”Konvertitutredningen; Rapport om Migrationsverkets hantering av konvertiters asylprocess”. Pingst FFS, Equmeniakyrkan, Frälsningsarmén, Skandinaviska Människorättsjuristerna. 20 mars 2019. https://www.pingst.se/integration/konvertitutredningen/.
40. ↑  ”Migrationsverkets kommentar till rapporten om konvertitärenden”. Migrationsverket. 9 april 2019. Arkiverad från originalet den 27 oktober 2020. https://web.archive.org/web/20201027062826/https://www.migrationsverket.se/Om-Migrationsverket/Pressrum/Nyhetsarkiv/Nyhetsarkiv-2019/2019-04-09-Migrationsverkets-kommentar-till-rapporten-om-konvertitarenden.html. Läst 7 november 2020.
41. ↑  ”Långa handläggningstider hos Migrationsverket”. Riksdagens ombudsmän. 21 januari 2021. Arkiverad från originalet den 21 januari 2021. https://web.archive.org/web/20210121131252/https://www.jo.se/Om-JO/Press1/Presskatalog/Langa-handlaggningstider-hos-Migrationsverket/. Läst 23 januari 2021.
42. ↑  ”JO-kritik mot Migrationsverket”. Svenska Dagbladet. https://www.svd.se/kritik-mot-migrationsverkets-handlaggningstid. Läst 23 januari 2021.
43. ↑  ”Att komma till Sverige som anhörig – rättssäkerheten i anknytningsärenden ( RiR 2021:9 )” (62). www.riksrevisionen.se. sid. 62. https://www.riksrevisionen.se/rapporter/granskningsrapporter/2021/att-komma-till-sverige-som-anhorig---rattssakerheten-i-anknytningsarenden.html. Läst 25 april 2021.
44. ↑  ”Att ställa om i en föränderlig omvärld – neddragningarna hos Migrationsverket 2017–2020 (RiR 2021:24)”. Riksrevisionen. 23 september 2021. sid. 5-6. https://www.riksrevisionen.se/rapporter/granskningsrapporter/2021/att-stalla-om-i-en-foranderlig-omvarld---neddragningarna-hos-migrationsverket-2017-2020.html. Läst 25 september 2021.
45. ↑  ”Migrationsverket får kritik för hur neddragningar genomfördes”. Publikt. 23 september 2021. https://www.publikt.se/nyhet/migrationsverket-far-kritik-hur-neddragningar-genomfordes-23712. Läst 24 september 2021.
46. ↑  ”Ny granskning av Migrationsverkets handläggningstider” (PDF). JO. 13 december 2022. https://www.jo.se/. Läst 14 december 2022.
47. ↑  ”Uppdrag till Statskontoret att göra en översyn av asylprocessen och utreda behovet av tillsyn inom migrationsområdet”. Regeringskansliet. 23 december 2023. https://www.regeringen.se/regeringsuppdrag/2023/12/uppdrag-till-statskontoret-att-gora-en-oversyn-av-asylprocessen-och-utreda-behovet-av-tillsyn-inom-migrationsomradet/. Läst 10 december 2024.
48. ↑  ”Många öar små – Migrationsverkets styrning och uppföljning av den rättsliga kvaliteten i asylprocessen” (PDF). Statskontoret. 7 oktober 2024. https://www.statskontoret.se/publicerat/publikationer/publikationer-2024/manga-oar-sma--migrationsverkets-styrning-och-uppfoljning-av-den-rattsliga-kvaliteten-i-asylprocessen/. Läst 10 december 2024.
49. ↑  ”Rättssäkerheten vid Migrationsverket. Dokumentation från Riksdagsseminarium 16 oktober 2024” (PDF). Stöttepelaren & Stoppa utvisningarna till Afghanistan. https://drive.google.com/file/d/19Q0vEpION69in9WYnvupu9aOoA5z3x52/view. Läst 10 december 2024.
50. ↑  ”Ny granskning av Migrationsverkets handläggningstider”. Justitieombudsmannen. 19 december 2024. https://www.jo.se/app/uploads/resolve_pdfs/1728030_8819-2023.pdf?fbclid=IwY2xjawH64gJleHRuA2FlbQIxMAABHWp-DtyWwXUY5s8b28wCgU3dgXmfCPTAgVJ7vQYb0Kcv6EXDsl5BV6MsZg_aem_SGwamg-8Eu9UFmSgafvYNQ. Läst 20 januari 2025.
51. 1 2  ”Migrationsverket”. www.krisinformation.se. 10 oktober 2023. https://www.krisinformation.se/detta-gor-samhallet/mer-om-sveriges-krishanteringssystem/samhallets-ansvar/tio-beredskapssektorer/migrationsverket. Läst 23 januari 2025.
52. 1 2  [https://www.regeringen.se/contentassets/9f7f2c6207374e5e880723547aa517ae/migrationsverket.pdf? ”Remissvar betänkande SOU 2024:65 kommuners
och regioners grundläggande beredskap inför kris
och krig”]. https://www.regeringen.se/contentassets/9f7f2c6207374e5e880723547aa517ae/migrationsverket.pdf?. Läst 23 Januari 2025.